# Luštěnice
Luštěnice (en allemand : Welisch) est une commune du district de Mladá Boleslav, dans la région de Bohême-Centrale, en République tchèque. Sa population s'élevait à 2 255 habitants en 2024.

## Géographie
Luštěnice se trouve à 8,5 km à l'est-nord-est de Benátky nad Jizerou, à 10 km au sud-sud-est de Mladá Boleslav et à 45 km au nord-est de Prague.
La commune est limitée par Němčice au nord, par Kosořice à l'est, par Smilovice et Čachovice au sud, par Benátky nad Jizerou au sud-ouest, par Brodce et Dobrovice à l'ouest.

## Histoire
La première mention écrite de la localité date de 1268.

## Administration
La commune se compose de deux sections :
- Luštěnice
- Voděrady
- Zelená

## Transports
Par la route, Luštěnice se trouve à 12,5 km de Benátky nad Jizerou, à 15 km de Mladá Boleslav et à 52 km du centre de Prague.